# Florentinske musikreform
Den florentinske musikreform betegner en nyorientering af musikken mod en mere recitativ solosang med natursand deklamation og sparsomt akkompagnement; dette skete fra omkring 1580 som en reaktion på renæssancemusikkens kunstfærdige, flerstemmige sang.
Centrale i bevægelsen var komponisterne Jacopo Peri, Giulio Caccini og Emilio de' Cavalieri m.fl. som tilhørte den æstetiserende kreds – en Camerata, heraf: florentiner-camerata, "Florentiner Camerata" – i adelsmændene Giovanni de' Bardis og Jacopo Corsis hjem i Firenze.
Den florentinske musikreform blev udgangspunkt for udviklingen af operaer, oratorier, kantater og homofon instrumentalmusik.